# زاد المعاد في هدي خير العباد
زاد المعاد في هدي خير العباد كتاب من تأليف ابن قيم الجوزية في خمسة مجلدات، يتناول الفقه وأصوله والسيرة والتاريخ وذكر فيه سيرة الرسول ﷺ في غزواته وحياته وبيّن هديه في معيشته وعباداته ومعاملته لأصحابه وأعدائه. وقد ألف هذا الكتب أثناء السفر، ولم تكن معه أية مصادر ينقل منها ما يحتاج إليه من أحاديث وأقوال وآراء تتعلق بمواضيع الكتاب، ومع ذلك فقد ضمن كتابه أحاديث نبوية من الصحاح والسنن والمعاجم والسير، وأثبت كل حديث في الموضوع الذي يخصه. مع العلم أن ابن القيم كان يحفظ مسند الإمام أحمد بن حنبل الذي يضم أكثر من ثلاثين ألف حديث.
توجد الكثير من الطبعات لهذا الكتاب، منها ما حققها وخرج أحاديثها وعلق عليها كل من شعيب الأرناؤوط وعبد القادر الأرناؤوط. ومن أحدث الطبعات للكتاب طبعة دار عالم الفوائد، واستدركت هذه الطبعة على بعض الأخطاء المطبعية التي وقعت فيها الطبعات الأخرى.

## مخطوطات الكتاب
من المخطوطات المعتمدة في طبعة دار عالم الفوائد في مكة مخطوطة كتبت سنة 754 هـ بخط الخليل بن أحمد الكتبي وهي محفوظة في دار الكتب والوثائق القومية في القاهرة.

## وصلات خارجيّة
- كتاب زاد المعاد على موقع الإسلام للتصفح
- تحميل الكتاب بصورة ملف تنفيذي من مكتبة نداء الإيمان نسخة محفوظة 19 سبتمبر 2010 على موقع واي باك مشين.